# 游隼号月球着陆器
游隼号（英語：Peregrine）是由航天机器人技术公司研制的月球着陆器， 是美国国家航空航天局（NASA）商业月球有效载荷服务（CLPS）的一部分。它于2024年1月8日美国东部时间凌晨2时18分由聯合發射聯盟（ULA）的火神運載火箭发射升空。此次發射也是該火箭的首飛。 此着陆器有90公斤的载荷搭载能力，携带了多个有效载荷。  这是繼阿波罗计划的载人登月舱之后，首个由美国设计制造的月球着陆器；然而，游隼号与火箭分离后不久发生推进剂泄露问题，无法完成软着陆月球的预计任务目标。在軌道上運行六天後，太空船返回地球，於2024年1月18日在太平洋大氣層中燒毀。

## 歷史
2017年7月，航天機械人技術公司和聯合發射聯盟（ULA）達成協議使用火神運載火箭運載游隼號升空。

## 著陸器

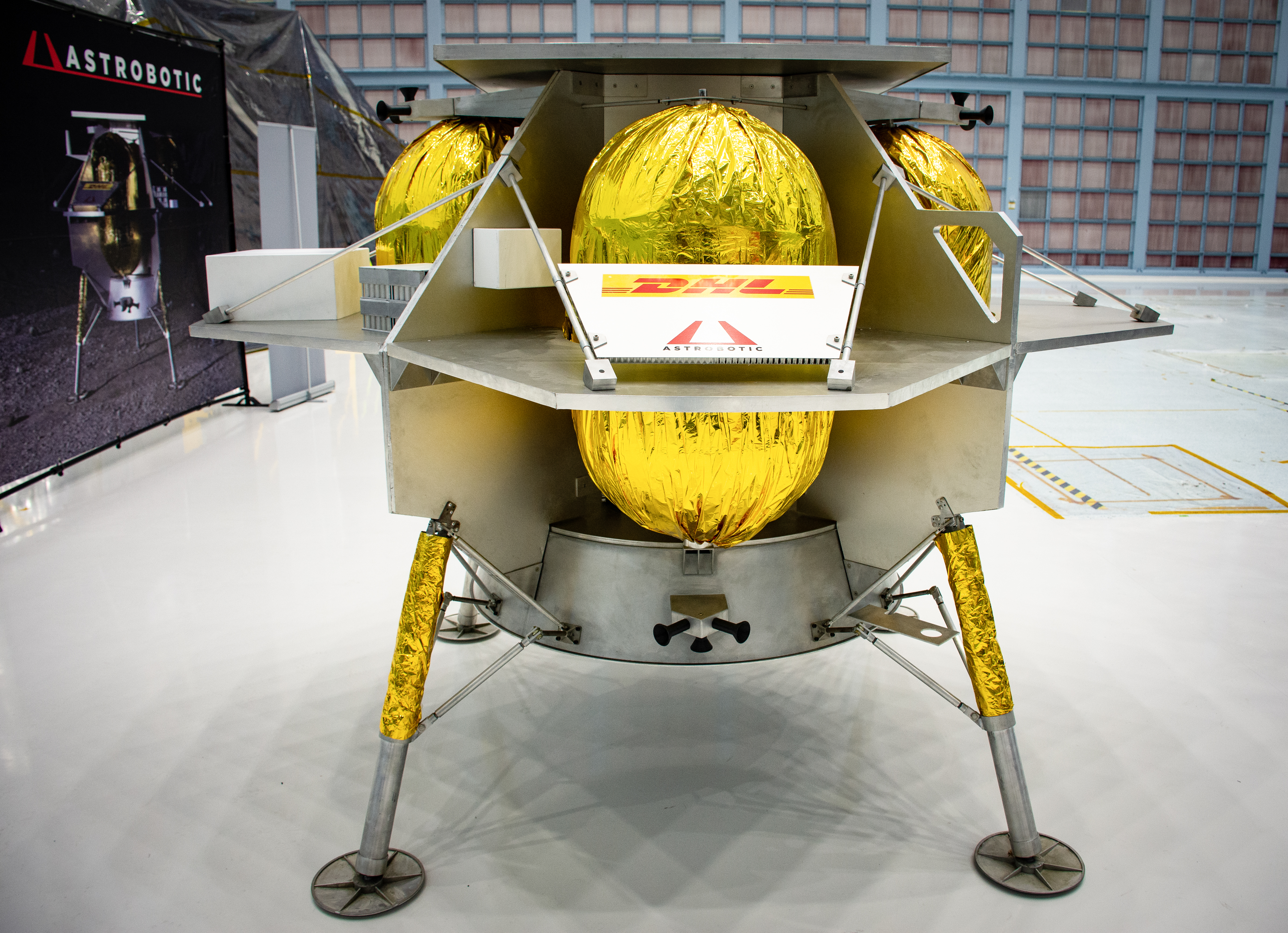
Astrobotic遊隼号著陸器

遊隼号著陸器於 2016 年宣布。 它繼承了先前名為 Griffin 的概念著陸器的設計，該著陸器更大，但有效載荷容量相同。 航天机器人技术公司與空中巴士國防航天公司簽訂了合同，在他們改進著陸器的設計時提供額外的工程支援。
遊隼号著陸器的卫星平台主要由鋁合金製成，並且可以針對特定任務進行重新配置。 其推進系統採用 Frontier Aerospace 製造的五個推進器集群。 每個推進器產生 150 磅（667 N）的推力。 此推進系統將推動地月转移、軌道修正、月球軌道插入、和動力下降。